# Elizabeth Callahan
Elizabeth »Libby« Callahan, ameriški policistka, podčastnica in športna strelka, * 25. februar 1952, Columbia, Južna Karolina.
Callahanova je sodelovala na poletnih olimpijskih igrah leta 2000 (strelstvo, zračna puška).
Je članica U.S. Army Marksmanship Unit.
Leta 2001 je osvojila tretje mesto na svetovnem pokalu s pištolo na 25 m.